# Crataegus dzhairensis
Crataegus dzhairensis — вид рослин із родини трояндових (Rosaceae).

## Біоморфологічна характеристика
Це колючий листопадний кущ, до 5 метрів у висоту. Плоди чорнувато-пурпурні, стиснено-кулясті, 8–9 мм у довжину й 9–12 мм ушир; м'якуш помаранчевий; у центрі плоду є до п'яти досить великих насінин.

## Середовище проживання
Ендемік західної частини Хазрет-Султана, півдня Узбекистану; іноді в Узбекистані культивують як плодову культуру. Населяє гірські схили на висоті від 900 до 1200 метрів.

## Використання

#### як їжа
Плоди вживають сирими чи приготовленими.

#### як ліки
Хоча жодних конкретних згадок про цей вид не було помічено, плоди та квіти багатьох видів глоду добре відомі в трав'яній народній медицині як тонізувальний засіб для серця, і сучасні дослідження підтвердили це використання.

#### інше
Деревина Crataegus, як правило, має хорошу якість, хоча вона часто занадто мала, щоб мати велику цінність. Деревина цінується для використання в токарній справі та традиційно використовується для таких цілей, як виготовлення ручок для інструментів, киянок та інших дрібних предметів.